# U fermé
U fermé (capitale : , minuscule : ) est une lettre de l'alphabet latin. Il a la forme d’un u fermé au-dessus avec une barre horizontale.

## Utilisation
Gavino Pacheco Zegarra utilise un u fermé dans son alphabet phonétique pour l’écriture du quechua dans la traduction française d’Ollantaï publié en 1878.
L’alphabet Unifon utilise une majuscule u fermé comme lettre.

## Représentation informatique
Cette lettre ne possède pas de représentations Unicode.
| formes    | représentations | chaînes de caractères | points de code | descriptions                    |
| --------- | --------------- | --------------------- | -------------- | ------------------------------- |
| capitale  |                 | —                     | —              | lettre majuscule latine u fermé |
| minuscule |                 | —                     | —              | lettre minuscule latine u fermé |